# مجداليم
مجداليم (بالعبرية: מִגְדָּלִים) هي مستوطنة إسرائيلية في الضفة الغربية، تقع على بعد 45 كيلومتراً شرق تل أبيب على الطريق 505 وبجوار قرية قصرة الفلسطينية، ويتم تنظيمها كمستوطنة مجتمعية وتخضع لسلطة مجلس شومرون الإقليمي، في عام 2018 كان عدد سكانها 368.

## التاريخ
تم تأسيس مجداليم لأول مرة في عام 1984 كمركز عسكري رائد في ناحال، وتم تجريده من السلاح عندما تم تسليمه إلى أغراض سكنية في عام 1986 لإسرائيليين غير أرثوذكس، كان أحد أسباب اختيار هذا الموقع هو توفير استمرارية للمستوطنات على طول طريق السامرة السريع بين كفار تفوح على «العمود الفقري الجبلي» ومعاليه إفرايم في وادي الأردن.[بحاجة لمصدر]
وفقا لأريج، صادرت إسرائيل أراضٍ من قريتين فلسطينيتين مجاورتين لبناء مجدليم: تمت مصادرة 177 دونماً من قرية قصرة، في حين تمت مصادرة 17 دونماً من قرية جوريش.
غيّر تدفق السكان الجدد بين عامي 2012 و 2017 بشكل كبير التركيبة السكانية لمجداليم التي تحولت من مجتمع إسرائيلي علماني إلى مجتمع ديني وغير ديني، مع ميل الأغلبية إلى الأول، الأحداث حول الأعمال العدائية مع بلدة قصرة الفلسطينية المجاورة في ديسمبر 2017، سلطت الضوء على النزاعات الداخلية بين المجموعتين في مجداليم. تم تشكيل مجموعة على الفيس بوك تسمى «إنقاذ مجداليم» من قِبل السكان الذين يدعون أن مدينتهم قد تم الاستيلاء عليها وتغيرت الأجواء غير الدينية نتيجة لذلك.
ولا تزال جرافات التابعة لقوات الإحتلال الصهيوني بتجريف أراضِ في المنطقة الشمالية الغربية من مستوطنة مجدليم المقامة على اراضي اهالي القرية بهدف توسعة المستوطنة من جهة منطقة “المعلقة”.

## الجانب القانوني
يعتبر المجتمع الدولي المستوطنات الإسرائيلية في الضفة الغربية غير قانونية بموجب القانون الدولي، لكن الحكومة الإسرائيلية تعارض ذلك.